# Uwe Rosenberg
Uwe Rosenberg (Aurich, 27 marzo 1970) è un autore di giochi tedesco.

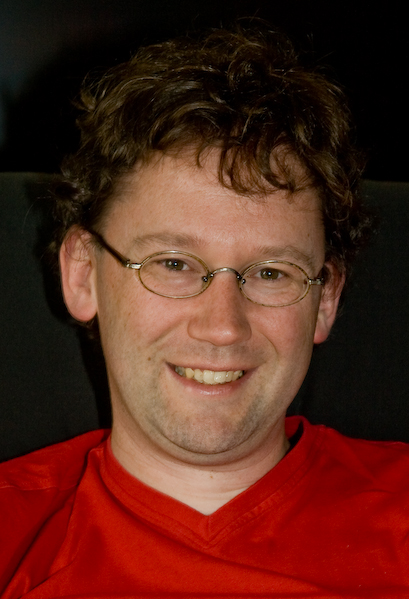
Uwe Rosenberg

È diventato famoso grazie al suo gioco di carte Semenza (Bohnanza), che ebbe molto successo sia in Germania che in ambito internazionale. È anche l'autore di Agricola, il gioco che nel 2009 aveva spodestato Puerto Rico dalla vetta della classifica di BoardGameGeek per essere a sua volta superato da altri giochi più moderni.
Rosenberg iniziò a occuparsi dello sviluppo di meccanismi di gioco fin dall'età scolare. In quel periodo, pubblicò diversi giochi play-by-mail, alcuni dei quali ancora reperibili in internet. Quando era ancora uno studente, Amigo pubblicò il suo gioco più conosciuto: Bohnanza. Da quando terminò i suoi studi di statistica a Dortmund (il tema della sua tesi era Distribuzioni di probabilità in Memory), la sua principale occupazione divenne lo sviluppo di giochi.
Nel 2000, fondò la Lookout Games insieme ad altri autori e pubblico diverse espansioni di Bohnanza, in parziale collaborazione con Hanno Girke. Progetti più grandi vennero comunque affidati ad altri editori, come per esempio Amigo e Kosmos.
Rosenberg è famoso per lo sviluppo di meccanismi innovativi nei giochi di carte. Un altro elemento tipico del suo lavoro però sono i giochi con un complesso sistema di ricerca e sviluppo, che hanno come tema particolari eventi storici, e i giochi che hanno a che fare con cliché tipici di uomini e donne. A partire dal 2005, Rosenberg è concentrato sullo sviluppo di giochi complessi con un tema economico di fondo: il primo a essere realizzato, Agricola, venne pubblicato nell'ottobre 2007. Il secondo a seguire questa linea, Le Havre, venne pubblicato dell'ottobre 2008.
Il 18 maggio 2007 si sposò con Susanne Balders; attualmente vive a Gütersloh e lavora nel suo studio a Dortmund.

## Ludografia
- 1997 - Semenza (Bonhanza),
- 1998 -  Mamma mia
- 2006 - Nottingham
- 2007 - Agricola
- 2008 - Le Havre
- 2009 - Alle porte di Loyang
- 2010 - Merkator
- 2011 - Ora et Labora
- 2012 - Agricola: Cave Farmers
- 2012 - Le Havre: Ancora in Porto
- 2013 - Glass Road
- 2013 - Caverna - Il popolo delle montagne
- 2014 - Patchwork
- 2014 - Fields of Arle
- 2015 - Hengist
- 2016 - La Festa per Odino
- 2016 - Cottage Garden
- 2017 - Nusfjord
- 2018 - Indian Summer
- 2018 - Reykholt
- 2018 - Spring Meadow
- 2019 - Robin of Locksley
- 2019 - Nova Luna
- 2020 - Fairy Trails
- 2020 - Sagani
- 2020 - Hallertau
- 2020 - New York Zoo